# Eduardo J. Carletti
Eduardo J. Carletti (17 de abril de 1951; Buenos Aires, Argentina) es un escritor y editor de ciencia ficción. Desde 1956 vive en Ituzaingó, provincia de Buenos Aires. Se recibió de ingeniero en electrónica digital y hardware de computadoras, y trabaja actualmente en desarrollo de software.

## Obra
Carletti es uno de los fundadores de la revista electrónica de ciencia ficción Axxón, pionera no sólo en este género, sino también en el mundo de habla castellana: Nacida en marzo de 1989, fue la primera publicación electrónica (esto es, realizada en formato digital; en inglés ezine) en este idioma. En un principio se distribuía en disquetes, y en el 2001 pasó a tener un sitio propio en internet. 
Entre sus obras literarias se pueden destacar:
- Instante de máximo quebranto (novela, 1988)
- Por media eternidad, cayendo (relatos, 1991)
- Un largo camino (relatos, 1992)

Además, ha ganado el premio Más Allá en diversas ocasiones entre 1985 y 1994.

## Enlaces relacionados
- Biografía de Eduardo J. Carletti Artículo en la Enciclopedia de la CF Argentina.
- Axxón, ciencia ficción en bits Contiene cuentos, ensayos, artículos de divulgación, humor, y noticias diarias.
- ¿Por qué no insectos? (I) Archivado el 29 de mayo de 2012 en Wayback Machine. por Eduardo J. Carletti.

- Datos: Q8772327